# Coordonnées de Bookstein
Les coordonnées de Bookstein sont un moyen de décrire la position relative de points d'intérêt dans des objets en s'affranchissant des échelles, rotations et translations. Elle est souvent utilisée dans le cadre de la morphométrie.
Si {\displaystyle x_{1}} et {\displaystyle x_{2}} sont des points de référence pour la classe des images, en coordonnées complexes, les coordonnées du troisième point {\displaystyle x_{3}} en coordonnées de Bookstein sont données par :
{\displaystyle z={{2x_{3}-(x_{1}+x_{2})} \over {x_{1}-x_{2}}}\,}.
Les coordonnées des points de référence sont alors 1 et -1.